# 移川子之蔵

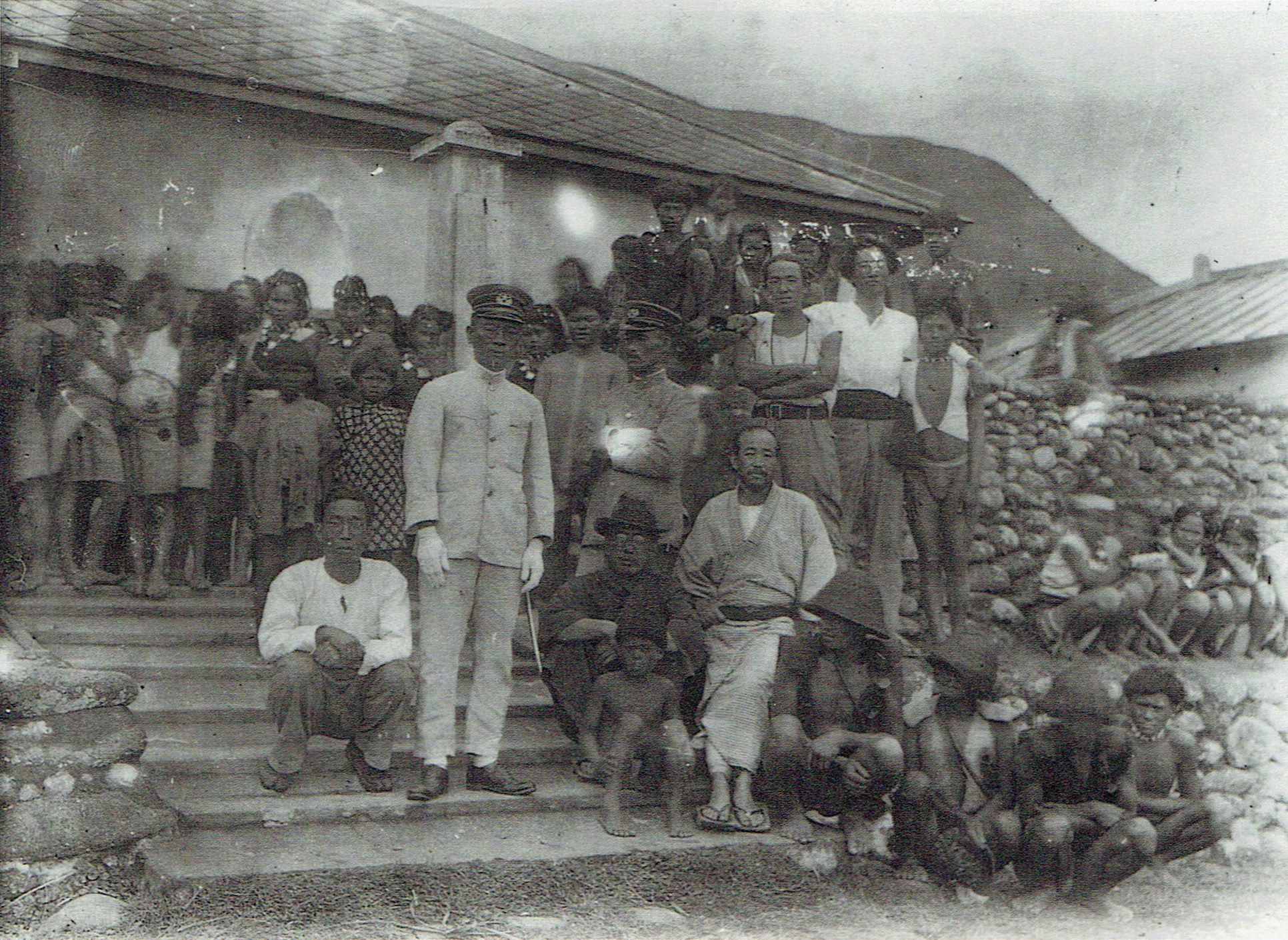
移川子之蔵（前列中央の着物姿）。台湾蘭嶼の警察署前にて。前列左端に宮本延人、中列右よりタオ族の少年、馬淵東一、鹿野忠雄。1929年

移川 子之蔵（うつしかわ ねのぞう、1884年11月16日 - 1947年2月9日）は、日本の民族学者、人類学者。

## 経歴
福島県二本松市出身。アメリカに留学して、1914年にシカゴ大学を卒業し、1917年にはハーバード大学の哲学博士の学位を獲得した。1919年に慶應義塾大学文学科講師となり、1921年には東京商科大学（現・一橋大学）付属商学専門部教授兼予科教授となった。その後台北高等学校教授に転任し、在外研究員の身分で欧米各国に赴き、1年10カ月のあいだ研究に従事した。1928年、台北帝国大学が設立されると、文政学部教授兼評議員として招聘され、土俗学と人種学の講座を設け、研究室と標本室を建設し、台湾原住民の研究と太平洋南島民族の文物の収集にあたった。
1937年夏、オランダに赴き、台湾のオランダ統治時代の資料を写真にして2万5千枚を撮影し、帰国後に整理して約200冊の「台湾史料」にまとめた。
1940年に台北帝国大学文政学部長に昇任し、1943年に南方人文研究所所長となった。戦後は日本に帰国し、在日米軍とともに文化方面に関する研究工作に従事した。1947年に急性肺炎のため死去した。享年64。

## 著作
- 『自然民族の話』（1929年）
- 『臺灣の土俗、人種』（1930年）
- 『紅頭嶼ヤミ族と南方に列なる比律賓バタンの島瓡。口碑傳承と事實』（1931年）
- 『承管埔地合同約字を通じて觀たる埔里の熟蕃聚落 其三』（1932年）
- 『臺灣高砂族系統所属の研究』（宮本延人、馬淵東一と共著、1935年）
- 『民蕃境界古今埔碑』（1936年）
- 『太巴塱社蕃屋』（1936年）
- 『琉球藩民の墓』（1936年）
- 『墾丁寮石器時代遺蹟』（1936年）
- 『未開社會に於ける時の觀念』（1936年）
- 『高砂族の度量衡及價額矩準等に關する二三の資料』（1942年）
- 『南洋に於ける民族の移動』